# モニカ・デジェンナーロ
モニカ・デジェンナーロ（Monica De Gennaro、1987年1月8日 - ）は、イタリアの女子バレーボール選手である。

## 来歴
ピャーノ・ディ・ソッレント出身。2002-2003シーズンから2008-2009シーズンまでヴィチェンツァ・バレーでプレーした。
2005年イタリア代表に初選出される。2006年ワールドグランプリで銅メダルを獲得した。2011年のワールドカップでは金メダルを獲得した。2012年ロンドンオリンピックに出場した。
2013年モントルーバレーマスターズにてベストレシーバー賞を受賞した。2014年、正リベロとして出場した世界選手権でベストリベロ賞を受賞した。2016年、リオ五輪世界最終予選では正リベロとして活躍し、出場権獲得に貢献した。同年8月の本大会出場し、2大会連続出場した。
2017年、ワールドグランプリで銀メダルを獲得し、自身もベストリベロ賞を受賞した。2018年に日本で開催された世界選手権で準優勝を果たし、自身もベストリベロ賞を受賞した。

## 人物
- 2017年に所属チームイモコ・コネリアーノの監督ダニエレ・サンタレッリ（英語版）と結婚[5][6]。

## 球歴
- オリンピック - 2012年、2016年、2021年、2024年
- 世界選手権 - 2014年、2018年、2022年
- ワールドカップ - 2011年
- ワールドグランプリ - 2006年、2012年、2014年、2016年、2017年
- ネーションズリーグ - 2018年、2019年、2022年

## 受賞歴
- 2013年 - モントルーバレーマスターズ　ベストレシーバー賞
- 2014年 - 世界選手権　ベストリベロ賞
- 2017年 - 2016/17欧州チャンピオンズリーグ ベストリベロ賞
- 2017年 - ワールドグランプリ ベストリベロ賞
- 2018年 - 世界選手権 ベストリベロ賞
- 2019年 - 2018/19イタリアセリエA1女子　MVP、ベストレシーバー賞
- 2021年 - 2020/21イタリアセリエA1女子　ベストリベロ賞
- 2021年 - 2020/21欧州チャンピオンズリーグ　ベストリベロ賞
- 2021年 - 欧州選手権 ベストリベロ賞
- 2022年 - 2021/22イタリアセリエA1女子　ベストリベロ賞
- 2022年 - ネーションズリーグ ベストリベロ賞

## 所属クラブ
- Libertas Sorrento（2001-2002年）
- ヴィチェンツァ・バレー（2002-2009年）
- Aprilia Volley（2009-2010年）
- スカボリーニ・ペーザロ（2010-2013年）
- イモコ・バレー・コネリアーノ（2013年-）